# Маліборський Микола Васильович
Микола Маліборський- український композитор, диригент, педагог.

## Біографія
Народився Микола Маліборський 18 грудня 1915 року у селі Вишгородок Лановецького район. В 1923 році пішов навчатися в сільську школу. У віці 10-ти років  був учасником місцевого церковного хору. Закінчив школу хорового диригування в Кременці. 
У 1939 році Миколу Маліборського висунули депутатом на Народні збори Західної України в м. Львів, але потім знайшли кращу кандидатуру.  Цього ж року вступив  Львівський вищий музичний інститут ім. М. Лисенка. 18 травня 1940 року о 10 годині ранку Миколу викликали до заступника директора консерваторії Брескіна.  З кабінету вийшов у супроводі двох незнайомців.
Його ув'язнили на 8 років, на стільки ж років був відправлений на заслання на Воркуту.  Маліборський очолив ансамбль пісні й танцю ВО “Воркутавугілля”. В казахські степи був відправлений на поселення. В с. Розгульне Рузаєвського району працював в   Приішимському радгоспі. В 1950-1955 роках – художнім керівником Рузаєвського районного будинку культури. Реабілітували Миколу Маліборського в  жовтні 1955 року. До Вишгородку повернувся 6 січня 1956 року. 11 квітня 1991 року отримав підтвердження реабілітації. 
Після повернення на Батьківщину, переїхав в Ужгород. Закінчив Ужгородське музичне училище. Пізніше закінчив Львівську консерваторію, захистив кандидатську дисертацію.  Після навчання працював у різних вузах, що нині входять до Рівненської, Волинської, Сумської та Тернопільської областей.

## Творчість
Микола Васильович є автором більше 30 хорових творів,  на слова Тараса Шевченка, Лесі Українки. Власні тексти “Хорові твори” (Тернопіль, 2000) та збірка поезій “До рідних берегів” (Тернопіль, 2010) видані ще за життя. Авторські спогади “Епізоди з автобіографії” вийшли друком в 2012 вже після смерті музиканта.
Помер Микола Васильович 2 лютого 2011 року. Похований у с. Дружба Теребовлянського району Тернопільської області.